# یواس‌اس ماسکالانگ (اس‌اس-۲۶۲)
یواس‌اس ماسکالانگ (اس‌اس-۲۶۲) (به انگلیسی: USS Muskallunge (SS-262)) یک زیردریایی بود که طول آن ۳۱۱ فوت ۹ اینچ (۹۵٫۰۲ متر) بود. این زیردریایی در سال ۱۹۴۲ ساخته شد.